# Kadim Al Sahir
Kadim Al Sahir, voluit  Kadim Jabbar Al Samarai (Arabisch:كاظم الساهر) (Samarra, 12 september 1957), is een Iraaks zanger, componist, dichter en schrijver. Zijn fans noemen hem ook wel 'Caesar van de Arabische wereld' en 'Iraakse ambassadeur van de wereld'.

## Albums
- Shajart Al-Zeitoon (De olijfboom) (1984)
- Ghazal (Gazelle) (1989) Music Box
- Al-Aziz (De geliefde) (1990) Al-Nazaer
- La Ya Sadiki (Nee, mijn vriend) (1991) Music Box
- Efrah (Wees blij) (1992) Stallions
- Banat Alaebak (Je spelletjes zijn voorbij) (1993)
- Salamtek Min Al-Ah (1994) Rotana
- Baad Al-Hob (Na de liefde) (1995) Relax-In
- Aghsili Bilbard (Was mijn hart met hagel) (1996) Rotana
- Fi Medreset Al-Hob (In de school der liefde) (1997) Rotana
- Ana Wa Laila (11/28/1998) Rotana
- Habibeti Wa Al-Matar (Mijn geliefde en de regen) (1/1/1999) Rotana
- Al-Hob Al-Mustaheel (Onmogelijke liefde) (7/27/2000) Rotana
- Abhathu Anki (Zoekend naar jou) (9/28/2001) Rotana
- Qusat Habebain (Een verhaal van twee geliefden) (1/1/2002) Rotana
- Hafiat Al-Kadamain (Barefooted) (6/29/2003) Rotana
- Ila Tilmitha (Aan een student) (11/11/2004) Rotana
- Entaha al Mushwar (De reis is voorbij) (11/1/2005) Rotana
- Yawmiyat Rajul Mahzoum (Dagboek van een verslagen man) (3/29/2007) Rotana
- Souwar – Pictures (Beelden) (8/30/2008) Rotana
- Al Rasm Bel Kalimat (Tekening met woorden) (10/14/2009) Rotana
- La Tazeedeeh Lowa'a (Voeg hem geen angst toe) (1/30/2011) Rotana